# ريك جونسون (موسيقي)
ريك جونسون (بالإنجليزية: Rick Johnson)‏ هو موسيقي أمريكي، ولد في 18 أبريل 1980.